# Al Foster

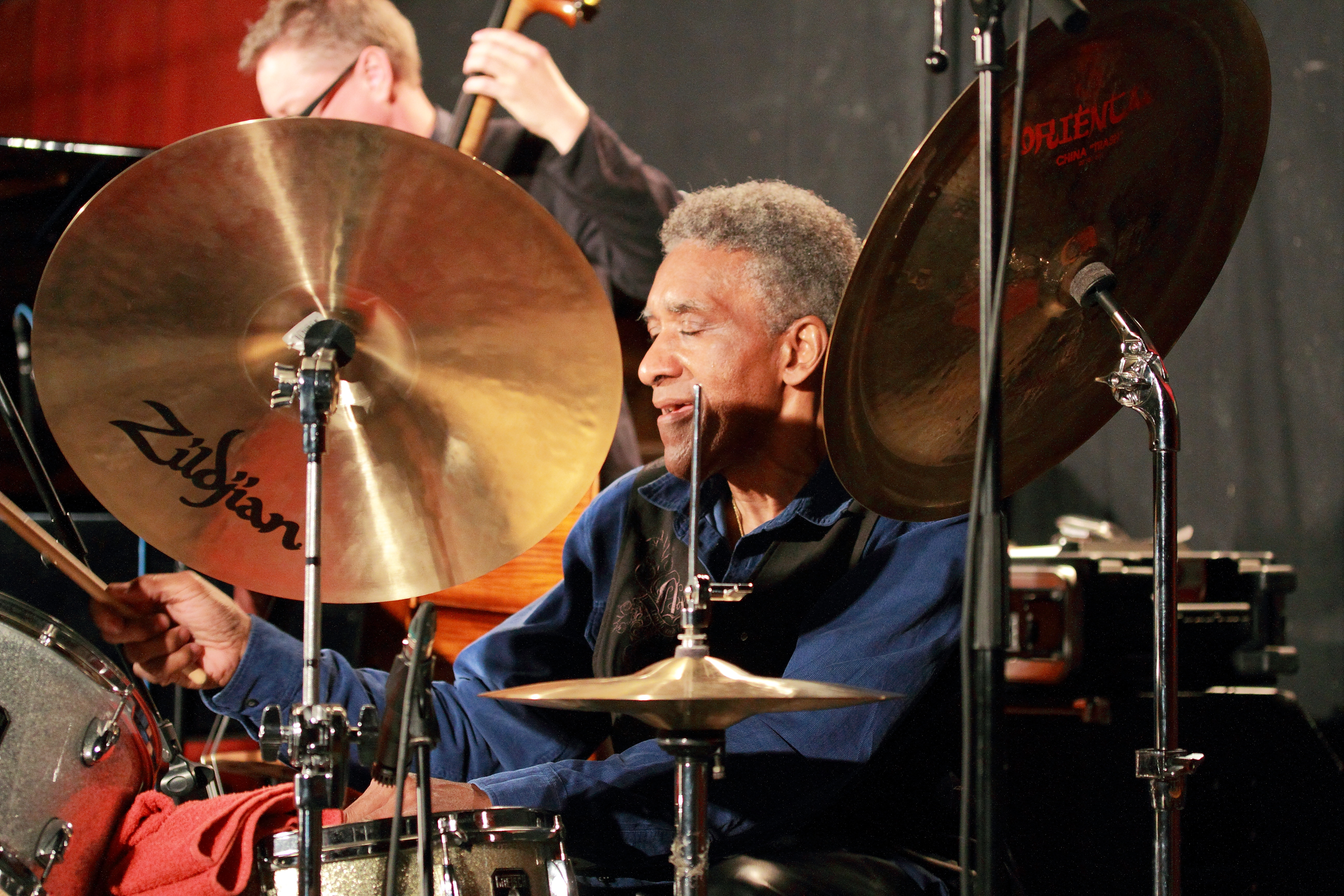
Das Al Foster Quartet beim INNtöne Jazzfestival 2016

Aloysius Tyrone „Al“ Foster (* 18. Januar 1943 in Richmond, Virginia; † 28. Mai 2025 in New York City) war
ein amerikanischer Jazz-Schlagzeuger.

## Werdegang

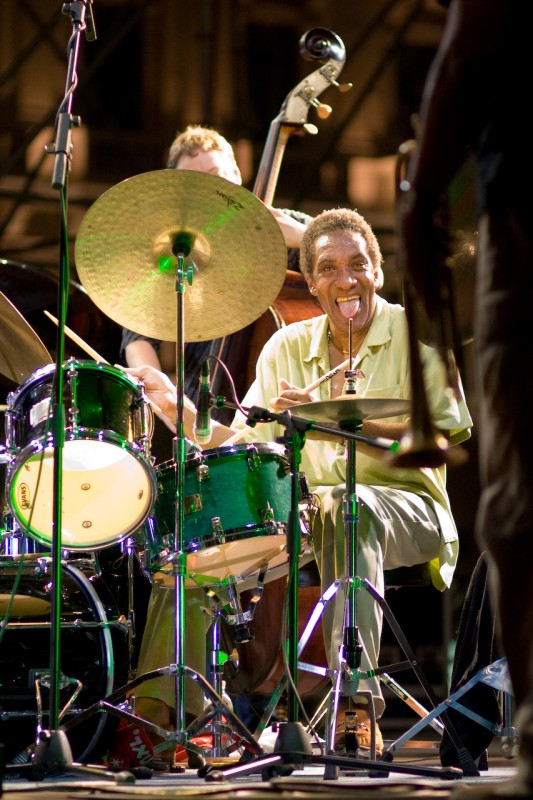
Al Foster, 2007

Foster wuchs in New York City auf, wo er das Schlagzeugspiel autodidaktisch erlernte. Er arbeitete bereits im Alter von sechzehn Jahren mit Hugh Masekela, später mit Ted Curson und Illinois Jacquet, nahm (mit voll ausgeschriebenem Namen Aloysius Foster) mit Blue Mitchell bei Blue Note das Album The Thing to Do auf und trat um 1966 mit Lou Donaldson und Kai Winding auf. 1972 hörte ihn Miles Davis bei einem Auftritt im Cellar Club in Manhattan und holte ihn in seine Band. Die Zusammenarbeit dauerte bis 1989; Foster wirkte in dieser Zeit an zehn Alben der Miles-Davis-Band mit, wie 1974/75 bei den Livealben Dark Magus und Pangaea.
Danach gehörte Foster den Bands von Herbie Hancock, Sonny Rollins und Joe Henderson an und arbeitete mit Musikern wie Joe Henderson, Freddie Hubbard, McCoy Tyner, Wayne Shorter, Bobby Hutcherson, John Scofield, Pat Metheny, Charlie Haden, Randy und Michael Brecker, Bill Evans, George Benson, Kenny Drew, Carmen McRae, Stan Getz, Toots Thielemans, Dexter Gordon, Chick Corea, Thelonious Monk, Dave Holland, Tibor Elekes, Branford Marsalis, Sting, John McLaughlin, Michel Petrucciani und Dexter Gordon. In jüngerer Zeit war er häufig Partner von Sonny Rollins und McCoy Tyner und leitete ein eigenes Quartett, mit dem er auch in Deutschland auftrat. Zu hören war er außerdem auf Peter Bernsteins Album Better Angels (2024).
Fosters Vorliebe gehörte den swingenden Grooves, die er sowohl im Funk- als auch im Swing-Kontext „federnd“ darbot. Sein großes Renommee verdankte er zahllosen Sideman-Jobs und nicht nur den Tonträgern und Tourneen unter eigenem Namen.

## Stimmen von Kollegen
„Er war umwerfend mit seinem Groove und seinen messerscharfen Einsätzen. Genau das suchte ich. Ich fragte ihn, ob er zu mir kommen wollte und er sagte zu … Al Foster war bei den Aufnahmen zu Big Fun zum ersten Mal dabei. Er legte das Fundament, auf dem jeder aufbauen konnte, und dann hielt er den Groove bis in alle Ewigkeit durch … Al Foster hatte einfach alles, was ein Drummer haben muss.“

## Diskografie (Auswahl)

### Bandleader
- Mixed Roots (CBS/Sony, 1978)
- Mr. Foster (Better Days, 1979)
- Brandyn (Laika, 1997)
- Oh! (ScoLoHoFo) (Blue Note, 2003)
- Love, Peace and Jazz! Live at the Village Vanguard (JazzEyes, 2008)
- The Paris Concert (Inakustic, 2008) [DVD-Video]
- Inspirations and Dedications (Smoke Sessions, 2019)
- Reflections (Smoke Sessions, 2022)

### Sideman
Mit Miles Davis
- In Concert: Live at Philharmonic Hall (Columbia, 1973)
- Big Fun (Columbia, 1974)
- Get Up with It (Columbia, 1974)
- Dark Magus (Columbia, 1974)
- Agharta (Columbia, 1975)
- Pangaea (Columbia, 1976)
- The Man with the Horn (Columbia, 1981)
- We Want Miles (Columbia, 1981)
- Star People (Columbia, 1983)
- Decoy (Columbia, 1984)
- You’re Under Arrest (Columbia, 1985)
- Amandla (Warner Bros., 1989)

Mit Joe Henderson
- The State of the Tenor, Vols. 1 & 2 (Blue Note, 1986)
- An Evening with Joe Henderson (Red, 1987)
- So Near, So Far (Musings for Miles) (Verve, 1993)

Mit Duke Jordan
- Duke’s Delight (SteepleChase, 1976)
- Lover Man (SteepleChase, 1979)

Mit Blue Mitchell
- The Thing to Do (Blue Note, 1964)
- Down with It! (Blue Note, 1965)
- Heads Up! (Blue Note, 1967)

Mit Art Pepper
- New York Album (Galaxy, 1985)
- So in Love (Artists House, 1979)

Mit Sonny Rollins
- Don’t Ask (Milestone, 1979)
- Love at First Sight (Milestone, 1980)
- Here’s to the People (Milestone, 1991)
- Sonny Rollins + 3 (Milestone, 1995)